# Michael Willoughby, 12. Baron Middleton
(Digby) Michael Godfrey John Willoughby, 12. Baron Middleton, MC, DL  (* 1. Mai 1921; † 27. Mai 2011) war ein britischer Peer, Politiker der Conservative Party und Großgrundbesitzer in North Yorkshire.

## Leben und Karriere
Willoughby wurde am 1. Mai 1921 als Sohn von Godfrey Willoughby, 11. Baron Middleton, einem Offizier der British Indian Army und dessen Frau Angela Florence Alfreda Hall († 1978) geboren. Er besuchte das Eton College. 
Während des Zweiten Weltkriegs trat er im November 1940 den Militärdienst bei den Coldstream Guards an. Wenig später wurde er deren 5. Bataillon zugewiesen, in dem er bis Kriegsende kämpfte. Er nahm im Juni 1944 mit den Britischen Streitkräften als Stellvertreter des Kommandierenden Offiziers (Second-in-command) an der Landung in der Normandie teil. Nach der Verwundung des Kommandeurs übernahm Willoughby den Oberbefehl der Einheit. Er leitete im Juli 1944 die Evakuierung von Verwundeten, nachdem die Einheit unter massiven Beschuss gekommen war, während sie von einer anderen Einheit abgelöst wurde. Hierfür wurde er mit dem Croix de guerre ausgezeichnet. In der Verleihung wurde insbesondere auf Willoughbys umsichtiges Handeln und seine Tapferkeit hingewiesen („to his coolness and efficiency in a critical situation and to the courage and endurance that he had shown throughout the advance“).
Im März 1945 führte Willoughby das 5. Bataillon beim Vormarsch auf Brüssel und überquerte mit seiner Einheit den Rhein. Am 11. April 1945 führte Willoughby seine Einheit in einen Angriff nahe der Ortschaft Böen, südwestlich von Cloppenburg mit dem Ziel, das Nordufer des Flusses Hase zu übernehmen.
Er wurde außerdem Mentioned in Despatches. Kurz vor Kriegsende wurde er zum Major befördert. 1946 schied er im Rang eines Majors aus dem Militärdienst aus.
Er kehrte nach Yorkshire zurück, wo er heiratete und eine Familie gründete. Er begann ein Studium in Agrarwissenschaften (Land Management) am Trinity College der Universität Cambridge, das er 1950 abschloss. Er wurde 1951 Gutsverwalter und widmete sich fortan der Verwaltung und Erhaltung des Familiensitzes Birdsall.
1958 war er als Friedensrichter (Justice of Peace) in East Riding of Yorkshire tätig. Er war außerdem in der Kommunalpolitik aktiv. Von 1964 bis 1974 war er Ratsmitglied (Councillor) des East Riding County Council und von 1974 bis 1977 Ratsmitglied des North Yorkshire County Council. Von 1968 bis 1979 war er Mitglied des Yorkshire and Humberside Economic Planning Council. 1976 wurde Willoughby Präsident der Yorkshire Agricultural Society. Von 1981 bis 1983 war er Präsident der Country Landowners Association (CLA). Er gehörte von 1986 bis 1989 dem Nature Conservancy Council an. 
Während seiner Tätigkeit bei der Country Landowners Association in den frühen 1980er Jahren freundete er sich mit dem damaligen Sprecher der Labour Party für Landwirtschaft, Roy Mason an.

## Mitgliedschaft im House of Lords
Willoughby erbte nach dem Tod seines Vaters im November 1970 dessen Titel des Baron Middleton und den damals damit verbundenen Sitz im House of Lords. Er erbte auch den Titel eines Baronet. Seine Antrittsrede hielt er am 1. August 1972. 
In den 1970er Jahren meldete er sich zur Gesundheits-, Arbeitsmarkt- und Landwirtschaftspolitik zu Wort. Er sprach in den 1980er Jahren zu den Themen Landwirtschaft, Stadtplanung, sowie zur Forstwirtschaft. In den 1990er Jahren sprach er erneut vor allem zur Landwirtschaft, aber auch zur Verteidigungspolitik, sowie zur EU-Erweiterung. Eine Erweiterung der Europäischen Union und Schritte zur politischen Integration sah er skeptisch. Allerdings sah er Chancen, die EU als einen „Handelsblock“ zu etablieren.
Er gehörte dem House of Lords Select Committee on European Community von 1985 bis 1997 an und war von 1989 bis 1996 Vorsitzender (Chairman) des Food and Agriculture Sub-Committee (nach anderen Quellen: von 1989 bis 1992). 
Zuletzt meldete er sich am 22. Oktober 1999 zu Wort. An einer Sitzung nahm er zuletzt am 10. November 1999 teil. Seine Mitgliedschaft endete am 11. November 1999 durch den House of Lords Act 1999. Den Ausschluss der meisten Hereditary Peers durch den House of Lords Act 1999 lehnte er ab. Allerdings lehnte er auch eine Kandidatur für einen der verbleibenden Sitze ab. 

## Wirken in der Öffentlichkeit
Willoughby war Vorsitzender (Chairman) und Mitglied des Treuhandrates (Trustee) der Middleton Hunt viele Jahre lang und trat von der Jagd erst mit über 70 Jahren zurück.

## Ehrungen
Die Royal Agricultural Society zeichnete ihn für die „vorbildliche Verwaltung“  von Birdsall mit der Bledisloe Medal aus.

## Familie und Tod
Willoughby heiratete am 14. Oktober 1947 Janet Marshall-Cornwall, die einzige überlebende Tochter von General Sir James Handyside Marshall-Cornwall und dessen Frau Marjorie Caralie Owen. Sie war im Foreign Office tätig. Aus der Ehe gingen drei Söhne hervor.
Er starb am 27. Mai 2011 im Alter von 90 Jahren. Seinen Titel erbte sein Sohn Michael Charles James Willoughby, 13. Baron Middleton (* 1948).